# Winsted (Connecticut)
Winsted – jednostka osadnicza w Stanach Zjednoczonych, w stanie Connecticut, w hrabstwie Litchfield.